# Nikon D800
La Nikon D800 es una cámara fotográfica réflex digital, con sensor "Full Frame", introducida el 7 de febrero de 2012 por Nikon. Su comercialización se inició en marzo del mismo año, con un precio estimado de 2999 dólares americanos.
La cámara tiene un sensor de 36 megapíxeles y la capacidad de realizar disparos en tamaño completo a una velocidad de cuatro fotogramas por segundo. Dispone de valores nominales de ISO que varían entre los 100 y los 6400, aunque puede forzarse hasta 25.600. Admite tarjetas de memoria CompactFlash y SDXC. Incluye un nuevo sistema para realizar Timelapse; éste temporiza la toma de fotografías para más tarde obtener un vídeo.

## D800E
La D800E es una variación de la D800 que no dispone de filtro paso bajo, para obtener imágenes más nítidas. Esta versión no estuvo disponible en el mercado hasta abril de 2012 e incluía el programa Capture NX2 de Nikon.